# Tribune Engineering Company
Tribune Engineering Company war ein US-amerikanischer Hersteller von Automobilen.

## Unternehmensgeschichte
Charles B. Hatfield Jr. gründete 1917 das Unternehmen in Owego im US-Bundesstaat New York. Im gleichen Jahr begann die Produktion von Automobilen. Der Markenname lautete Tribune. Er verkaufte die Fahrzeuge ohne Zwischenhändler. Noch 1917 endete die Produktion.

## Fahrzeuge
Im Angebot stand ein Cyclecar. Es entsprach weitgehend dem Modell von O-We-Go Car. Der V2-Motor kam von Ives. 85,725 mm Bohrung und 95,25 mm Hub ergaben 1099 cm³ Hubraum. Damit wurde das Hubraumlimit für Cyclecars von 1100 knapp eingehalten. Die Motorleistung ist nicht überliefert, aber im O-We-Go leistete der Motor 12 PS. Ein Friktionsgetriebe und eine Kette übertrugen die Kraft an die Hinterachse. Eine wesentlich Änderung bestand darin, dass die beiden Sitze nebeneinander und nicht mehr hintereinander angeordnet waren. Dadurch ergaben sich natürlich auch andere Abmessungen. Das Fahrgestell hatte 218 cm Radstand und 102 cm Spurweite. Der Neupreis betrug 167,50 US-Dollar als Komplettfahrzeug. Es war auch möglich, die Teile einzeln für insgesamt 150 Dollar zu kaufen und das Fahrzeug selber zu montieren.
Es gibt Hinweise darauf, dass es auch einen Lieferwagen gab. Viele sogenannte Cyclecars waren in einer Lieferversion erhältlich. Im Falle des Tribune soll das Fahrzeug einen Vierzylindermotor gehabt haben, was auf eine abweichende Konstruktion hindeutet.